# 遠賀川水源地ポンプ室
座標: 北緯33度48分40秒 東経130度42分24.7秒 / 北緯33.81111度 東経130.706861度

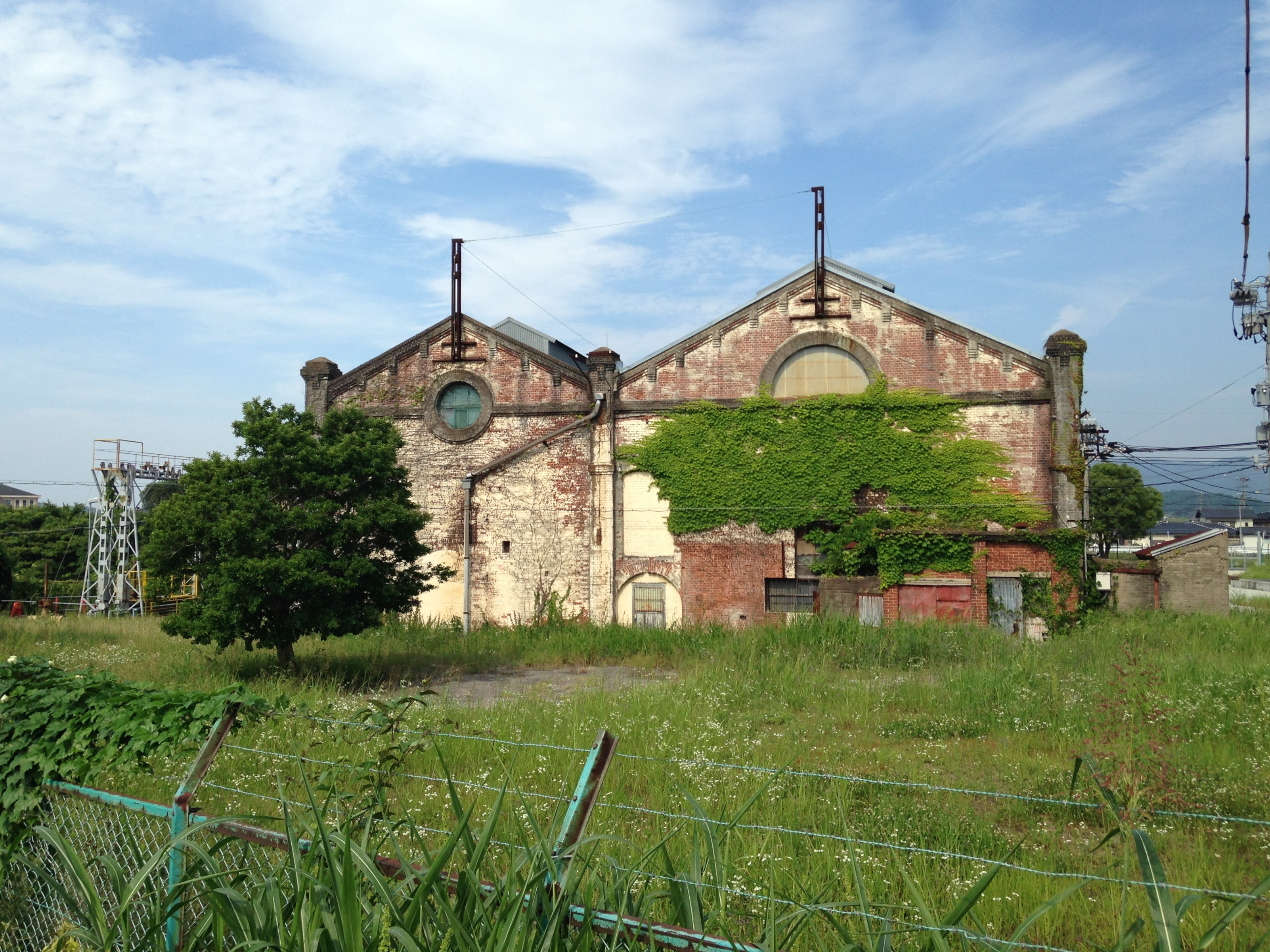
遠賀川水源地ポンプ室

遠賀川水源地ポンプ室（おんががわすいげんちポンプしつ）は、福岡県中間市土手ノ内1-3-1にある八幡製鐵所のポンプ室である。現在も稼働中であり、八幡製鐵所で必要な水の約7割を送っている。
世界遺産「明治日本の産業革命遺産 製鉄・製鋼、造船、石炭産業」の構成資産の1つでもある。ただし、危険性があるため、内部は非公開となっており、外観のみ見学可能である。

## 概要
官営八幡製鐵所（現・日本製鉄八幡製鉄所）が1910年（明治43年）に建設したポンプ室であり、遠賀川の右岸に位置する。
鉄鋼の生産量を年9万トンから18万トンに倍増させる第1期拡張計画と伴い、冷却用水などを確保するために、11.4キロ離れた遠賀川東岸に水源地を新たに設け、パイプラインを経由して製鉄所へ送水するシステムが計画された。この送水システムの設計を担ったのは、近代水道の父と称される東京帝国大学教授の中島鋭治であった。水源地に設置されたこのポンプ室内には、英国から輸入した石炭ボイラーと蒸気式ポンプが採用された。
明治に建築された典型的な煉瓦建造物で、赤煉瓦を「イギリス積み」と呼ばれる方式で積み上げた幅約20m、長さ約40mの2棟の平屋建て建物及び沈殿池からなる。2棟のうち、ボイラー室の床面は地表面と同じ高さであるが、ポンプ室の床面は地表面より低い位置に設けられる。また、窓際や屋根の形状も意匠性に優れる。建物の設計には、奈良国立博物館や迎賓館などの工事に携わった舟橋喜一らが関わった。
稼働当初はポンプの動力が石炭であったため、周辺には石炭関連の施設もあった。中間市の調査では、敷地内から石炭卸場やトロッコレール跡と思われる遺構が見つかったという。大正期には50人前後の従業員が働き、官舎なども併設されていた。1950年にボイラーは電動モーターに代わり、蒸気ポンプなどの石炭関連施設も取り壊され電気ポンプに交換され、現在に至る。

## 交通アクセス
- 筑豊電気鉄道線希望が丘高校前駅より徒歩16分（1.3km）
- JR九州筑豊本線筑前垣生駅より徒歩19分（1.5km）
- マイカーの場合、北九州高速4号線小嶺出入口より5km、もしくは九州自動車道鞍手インターチェンジより4.7km。